# NGC 4362
NGC 4362 est une galaxie lenticulaire située dans la constellation de la Grande Ourse. NGC 4362 a été découverte par l'astronome allemand William Herschel en 1789. Cette galaxie a aussi été observée par Herschel pendant la même nuit et il ne s'est pas rendu compte qu'il l'avait déjà observée. Cette observation a été inscrite au catalogue NGC sous la désignation NGC 4364.

## Caractéristiques

### Distance
Sa vitesse par rapport au fond diffus cosmologique est de4 651 ± 11 km/s, ce qui correspond à une distance de Hubble de 68,6 ± 4,8 Mpc (∼224 millions d'al).

## Paire de galaxies
Selon Abraham Mahtessian, NGC 4364 (NGC 4362 dans son article) et NGC 4335 forment une paire de galaxies.

## Indentification incorrecte
Pour Wolfgang Steinicke, NGC 4362 est la galaxie NGC 4358. C'est une erreur. Les données de l'encadré proviennent de l'entrée NGC 4364 de Steinicke.